# Брунейсько-німецькі відносини
Бруней і Німеччина встановили дипломатичні відносини в 1984 році. Бруней має посольство в Берліні, а Німеччина має посольство в Бандар-Сері-Бегавані.

## Історія
Відносини між двома країнами встановлені з 1 травня 1984 року. У 1985 році Його Величність Султан Хассанал Болкіах здійснив перший приватний візит до Німеччини, а в 1998 році здійснив державний візит, а офіційний візит відбувся в 2002 і 2011 роках. З іншого боку, канцлер Гельмут Коль відвідав Бруней з офіційним візитом у 1997 році.

## Економічні відносини
Бруней розглядає Німеччину як важливого економічного партнера, двостороння торгівля зросла в 2011 році приблизно до 346 мільйонів євро . Німеччина експортує до Брунею в основному автомобілі, машини, хімічні речовини та важке обладнання. Також є ратифікація угоди про заохочення та взаємний захист інвестицій між обома країнами.

## Освітні відносини
Існує також програма обміну студентами між Брунеєм та Німеччиною, яка була започаткована у 2008 році, коли група брунейських студентів поїхала навчатися до німецьких університетів.